# Kościół Najświętszej Maryi Panny Matki Kościoła w Starogardzie Gdańskim
Kościół Najświętszej Maryi Panny Matki Kościoła w Starogardzie Gdańskim – rzymskokatolicki kościół parafialny należący do parafii pod tym samym wezwaniem (dekanat starogardzki diecezji pelplińskiej).

## Historia
Parafię erygowano w roku 1988,  23 grudnia 1988 poświęcono tymczasową kaplicę. W 1991 kuria chełmińska zatwierdziła projekt kościoła, 1 września 1992 rozpoczęto budowę fundamentów. 31 października 1993 bp Jan Bernard Szlaga poświęcił i wmurował kamień węgielny. 14 listopada 1998 odprawiono pierwszą mszę. We wrześniu 1999 oddano do użytku plebanię, a w marcu 2000 ustawiono ławki. 13 kwietnia 2000 ukończono rozbiórkę tymczasowej kaplicy. 7 października 2004 poświęcono mozaikę w prezbiterium, a 14 września 2006 po raz pierwszy uruchomiono kościelne dzwony. 12 listopada 2008 miała miejsce konsekracja ukończonej świątyni.